# Stictoptera lagosensis
Stictoptera lagosensis là một loài bướm đêm trong họ Noctuidae.